# Jardines Sports Association
Le Jardines Sports Association (en chinois : 怡和體育會), plus couramment abrégé en Jardines SA, est un ancien club hongkongais de football fondé en 1951 et disparu en 1982, et basé à Hong Kong.

## Histoire
Fondé en 1951, le club participe au championnat de troisième division (Hong Kong Third Division League) en 1953 puis accède pour la première fois de son histoire à l'élite du football hongkongais lors de la saison 1957-1958. L'apprentissage se révèle difficile puisque le club termine à la 11e place, en tant que premier relégable et doit donc retourner en Second Division League.
En 1968, la fédération hongkongaise encourage le professionnalisme au sein du championnat. Jardines met à cette occasion sur pied une équipe compétitive. Les résultats sont immédiats : le club remonte en première division lors de l'édition 1968-1969, avec beaucoup plus de succès cette fois puisqu'il accroche le podium, terminant troisième derrière South China AA et Sing Tao SC. La saison suivante est encore plus belle avec le titre de champion obtenu à l'issue de la compétition, devant Sing Tao et Yuen Long SA. En 1970-1971, Jardines finit à la deuxième place d'un championnat remporté par Hong Kong Rangers mais doit déclarer forfait pour la saison suivante, pour raisons financières. 
En 1974-1975, le club est à nouveau promu en première division. Comme dix-sept ans plus tôt, le passage parmi l'élite est bref, avec une 12e et avant-dernière place au classement, synonyme de relégation immédiate. 
En 1982, le club quitte le giron de la fédération et devient un membre associé, sans équipe engagée dans un des championnats nationaux ou régionaux, uniquement en championnat d'entreprises.

## Palmarès
- Championnat de Hong Kong (1) :
  - Vainqueur : 1969-70.
  - Vice-champion : 1970-71.